# Rincosaures
Els rincosaures (Rhynchosauria) van ésser un inusual grup de rèptils diàpsids relacionats amb els arcosaures. Eren herbívors i força abundosos (a alguns jaciments el 50% de fossils ho són), amb cossos rodanxons i grassonets i un poderós bec.
Formes primitives com el Mesosuchus i Howesia eren d'estructura típicament reptiliana, i tenien cranis similars als dels primers diàpsids (Younginia), excepte pel bec i un parell més de característiques.
En els gèneres més avençats i tardans el crani és curt, ample i triangular, essent molt més ampli que no pas llarg a les formes més avençades com l'Hyperodepedon (=Scaphonyx),amb una regió molt profunda per les galtes. La premaxila s'estén cap a fora i cap avall per formar el bec. L'ampli crani hauria servit per allotjar els poderosos músculs mandibulars. La mandíbula inferior també era profunda, i quan la boca es tancava exncaixava fermament amb la mandíbula superior. Aquesta acció de tisora els hauria permès tallar qualsevol planta dura.
Les dents eren força inusuals, ja que les de la maxil·la i les del pal·ladar eren semblants a pales.
Els peus dels membres posteriors eren equipats amb urpes massives, presumiblement eren emprades per fer excavar i extreure arrels i tubercles.
Com molts animals del seu temps, es distribuïen arreu de Pangea.
Aquells abundosos animals desaparegueren de sobte al final del període Carnià (mitjans del Triàsic tardà), potser degut a l'extinció de les plantes del tipus Dicrodium, les quals eren la base de la seua alimentació.